# Episteme solicita
Episteme solicita är en fjärilsart som beskrevs av Swinhoe 1902. Episteme solicita ingår i släktet Episteme och familjen nattflyn. Inga underarter finns listade i Catalogue of Life.